# Endre Süli
Endre Süli (ou Endre Suli) est un mathématicien hongrois d'origine serbe.

## Carrière
Endre Süli obtient son doctorat en 1985 à l'université de Belgrade sous la direction de Bosko Jovanovic.
Il est professeur d'analyse numérique à l'Institut de mathématiques de l'université d'Oxford, Fellow et tuteur en mathématiques au Worcester College d'Oxford et membre surnuméraire du Linacre College, à Oxford. Il a étudié à l'université de Belgrade et, en tant qu'étudiant en visite grâce au British Council, à l'université de Reading et au St Catherine's College, à Oxford.
Ses recherches portent sur l'analyse mathématique des algorithmes numériques pour les équations aux dérivées partielles non-linéaires.

## Prix et distinctions
Süli est membre étranger de l'Académie serbe des sciences et des arts (2009) et membre de l'Académie européenne des sciences (2010) et a été président de la Society for the Foundations of Computational Mathematics (2002-2005). Il est également Fellow de l'Institute of Mathematics and its Applications (FIMA, 2007) et de la Society for Industrial and Applied Mathematics (2016). 
Il a été conférencier invité au Congrès international des mathématiciens à Madrid en 2006, avec une conférence intitulée Finite element algorithms for transport-diffusion problems: stability, adaptivity, tractability, lauréat de la conférence émérite Charlemagne (2011), lauréat de l'IMA Service Award (2011), professeur Hospitus Universitatis Carolinae Pragensis de l'université Charles de Prague (2012–), professeur invité de la chaire de l'université Jiao-tong de Shanghai (2013–), lauréat de la conférence Forder décernée par la London Mathematical Society et la Société mathématique de Nouvelle-Zélande (2015), de la Conférence Aziz  (2015), de la Conférence émérite BIMOS (2016), de la Conférence John von Neumann (2016). En 2021 il est lauréat du prix Naylor décerné par la London Mathematical Society.
Depuis 2005 Süli a été co-rédacteur en chef de l'IMA Journal of Numerical Analysis et est un Délégué de l'Oxford University Press. 
Il est membre du comité scientifique de l'Institut de recherches mathématiques d'Oberwolfach, du conseil scientifique de la Société de mathématiques appliquées et industrielles (SMAI), du Conseil consultatif scientifique de la Berlin Mathematical School (en), et a été membre du Comité scientifique directeur de l'Institut Isaac-Newton à l'université de Cambridge (2011-2014), et du Conseil consultatif scientifique du Centre Archimède pour la modélisation, l'analyse et le calcul de l'Université de Crète.

## Publications
- An introduction to numerical analysis.
- Foundations of computational mathematics, 2001.
- IV conference on applied mathematics : Split, 28-30 mai 1984.
- Partial differential equations, 2001.
- Some theorical and numerical results for the compressible Navier-Stokes equations.
- Spectral approximation of the H 1 gradient flow of a multi-well potential with bending energy.